# Ischnocentrus luridus
Ischnocentrus luridus är en insektsart som beskrevs av Schmidt 1927. Ischnocentrus luridus ingår i släktet Ischnocentrus och familjen hornstritar. Inga underarter finns listade i Catalogue of Life.